# Santa Bárbara (Xalapa)
Santa Bárbara es una localidad del estado mexicano de Veracruz. Es parte del municipio de Xalapa.

## Demografía
| Censo | Población |
| ----- | --------- |
| 1995  | 266       |
| 2000  | 2 806     |
| 2005  | 6 072     |
| 2010  | 8 617     |
| 2020  | 13 738    |